# 儒昂湾 (瓦洛里斯)

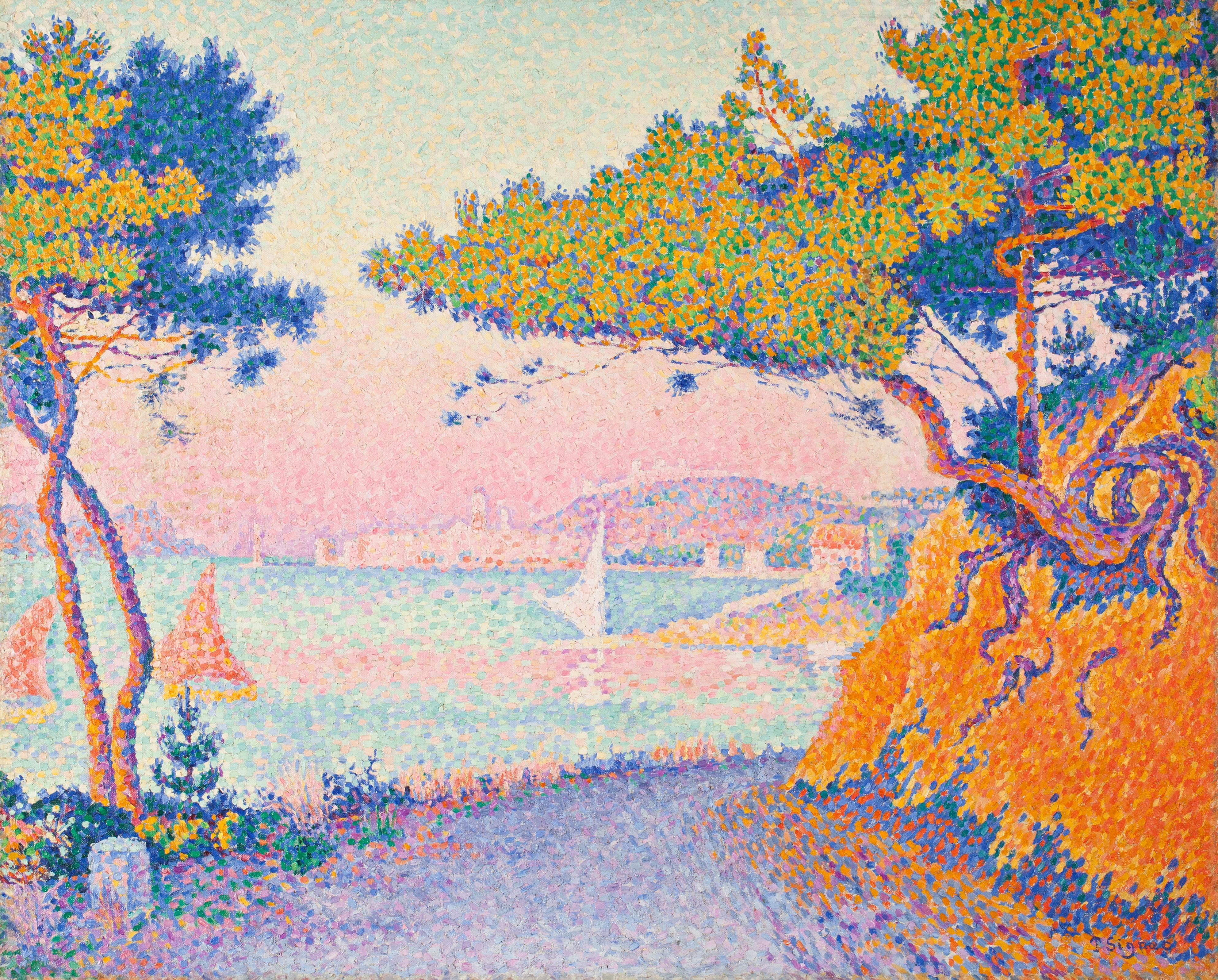
保罗·西涅克所绘的儒昂湾

儒昂湾（法語：Golfe-Juan，法語發音：[ɡɔlf ʒɥɑ̃]；奧克語：、；又纯音译作戈尔夫瑞昂）是法国蔚藍海岸的海滨度假胜地，位于滨海阿尔卑斯省瓦洛里斯。这里是拿破仑结束流亡重返法国的登陆地。